# Katarzyna Nowak (muzealniczka)
Katarzyna Nowak (ur. 31 października 1970) – polska muzealniczka i specjalistka w zakresie kultury japońskiej, z wykształcenia polonistka. Od 1 stycznia 2023 dyrektor Muzeum Sztuki i Techniki Japońskiej „Manggha” w Krakowie. 

## Życiorys
Ukończyła magisterskie studia polonistyczne na Uniwersytecie Jagiellońskim (1989–1995), a tuż po ich zakończeniu rozpoczęła pracę w Muzeum Manggha jako asystentka. W kolejnych latach awansowała na stanowiska starszego asystenta, kustosza, kierownika pionu merytorycznego, a od 2008 roku pełniła funkcję zastępcy dyrektora ds. merytorycznych.
W grudniu 2022 roku została powołana przez prof. Piotra Glińskiego, Ministra Kultury i Dziedzictwa Narodowego, na stanowisko dyrektora Muzeum Manggha na trzyletnią kadencję, którą rozpoczęła 1 stycznia 2023 roku.
W latach 2007–2008 ukończyła Muzealnicze Studia Kuratorskie przy Instytucie Historii Sztuki Uniwersytetu Jagiellońskiego. Od wielu lat aktywnie działa na rzecz upowszechniania wiedzy o kulturze Japonii w Polsce – organizuje wystawy, prowadzi wykłady i warsztaty, uczestniczy w konferencjach krajowych i międzynarodowych oraz publikuje teksty poświęcone japońskiej sztuce i tradycji.
Współpracuje z wieloma instytucjami w Polsce i Japonii, m.in. z Ambasadą Japonii w Polsce, Instytutem Polskim w Tokio, uczelniami, muzeami i ośrodkami kultury. Jej wieloletnia działalność stanowi ważny wkład w rozwój dialogu międzykulturowego i promocję kultury japońskiej w Polsce. Od 2023 zasiada w radzie Fundacji Kyoto – Kraków Andrzeja Wajdy i Krystyny Zachwatowicz.

## Odznaczenia
- Brązowy Krzyż Zasługi (za zasługi w budowaniu polsko-japońskich relacji kulturalnych, 2014)[9][10]